# Voiture UIC-Y SNCF
Pour les articles homonymes, voir UIC.
Les voitures type Y de la SNCF, dites UIC du nom de l'Union Internationale des Chemins de Fer, ont été la première série de la SNCF à mettre en application les recommandations de l'organisme. Elles furent étudiées par la Division des Études des Voitures (DEV), puis commandées à De Dietrich & Cie et à la CIMT, et enfin livrées en 1 327 exemplaires de 1963 à 1976. 
À leur entrée en service, les voitures UIC sont attribuées aux grands trains nationaux qu'elles assureront jusqu'à l'arrivée massive des Voitures Corail. Par la suite, elles sont reversées dans la réserve pour les grands départs, et au service omnibus régional, permettant la radiation de séries datant des compagnies privées d'avant 1938. Les voitures UIC ont ainsi souvent formé des rames avec des voitures USI de la même livrée vert-béton. 
Même si la plupart de ces voitures ont été réformées, certaines entrent encore dans la composition de divers trains spéciaux en 2023, comme dans celles de plusieurs associations, des Trains-Expos, des trains de l'Infrastructure, ou encore dans celles des convois de la Cellule des Matériels Radiés (CMR).

## Caractéristiques
Parmi les préconisations recommandées par l'UIC pour une fabrication standardisée, on peut citer :
- Intercirculation entre voitures, avec plateforme protégée par des bourrelets extensibles en caoutchouc à la place des soufflets ;
- Équipement de portes d'accès de type "Mielich" à deux battants articulés s'ouvrant sur l'extérieur. Les poignées d'aide à la montée-descente sont situées à l'intérieur. Elles restent donc propres en permanence ;
- Unification des systèmes de canalisations de frein et prises d'alimentation électriques : la liaison entre voitures de différents pays devient possible, particulièrement dans les rames réversibles type Corail multiplexées ;
- Facilité de maintenance : une pièce détériorée doit pouvoir être changée dans n'importe quel atelier d'un réseau étranger ;
- Implantation d'un WC sur un seul côté de la voiture, côté compartiments, en étant équipé d'une baie opaque au vitrage de couleur blanche (voir photo de la voiture mixte fourgon ci-dessous).

Les voitures du type Y, adoptées entre autres par les chemins de fer italiens, ont une longueur de 24,500 m.
La première commande intervient en 1960 et la livraison en 1963. Les dernières livraisons se feront en même temps que les premières voitures Corail.

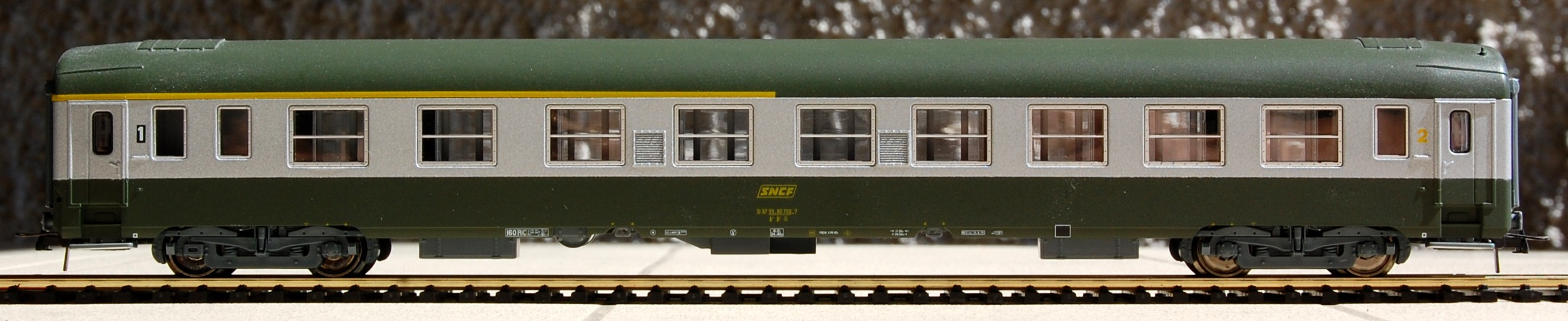
Modèle réduit de A^{4}B^{5} UIC en livrée C160 à bogies Y24 par Roco, vu côté couloir

## Types de voitures
Les voitures UIC sont des voitures à compartiments. On distingue les diagrammes suivants :
- 185 A9 51 87 19-xx 301 à 528 (xx=70, et 90 pour les voitures Capitole) décomposables en :
  - 30+3+19 A9 51 87 19-70 301 à 330  (commande : 1962, livraison : 1965) puis 51 87 19-70 353 à 555 (c : 1965, l : 1967) et 51 87 19-70 356 à 574 (c : 1966, l : 1967),
  - 23 A9r aptes aux 200 km/h pour le Capitole : 51 87 19-90 334 à 352 (c : 1965, l : 1967) et 375 à 378 (c : 1967, l : 1968),
  - 22 A9r rouges à bogies Y28 E : 51 87 19-70 379 à 400 (c : 1967, l : 1968), voir photo ci-dessous
  - 88 A9r rouges à bogies Y24 A : 51 87 19-70 441 à 528 (c : 1968, l : 1970),
- 43 A7D mixte première classe - fourgon décomposables en 3 sous-séries :
  - 3 A7Dr 51 87 81-90 331 à 333, rouges et aptes aux 200 km/h pour le Capitole, (c : 1965, l :1967),
  - 20 A7Dr 51 87 81-70 401 à 420 rouges à bogies Y28 E, (c : 1967, l : 1970),
  - 20 A7D 51 87 81-70 421 à 440 vertes, (c : 1967, l : 1968),
- 53 A4B5(x) mixtes, 51 87 39-x0 651 à 703 (c : 1966, l : 1969), les 3 dernières  provenant des CFL (UIC 61, l : 1967, reprise : 1973?) ; la partie première classe libère un demi-compartiment pour le service,
- 305 B10 de deuxième classe, 51 87 20-70 501 à 805, (l : 1964 à 1971)[3], les 5 dernières voitures étant des voitures des CFL (UIC 61, l : 1967, reprise : 1973?)
- 118 B5Dd2 mixte deuxième classe - fourgon avec compartiment dédié aux douanes, 51 87 82-70 001 à 118, (c : 1969 & 1970, l : 1972-1973) ; elles reprennent le chaudron des A4B5.
- 175 A4c4B5c5x mixte couchettes, à toit haut, 51 87 44-70 251 à 425,
- 448 B9c9x, voitures-couchettes de deuxième classe, reprenant le chaudron  des  B10 mais avec 9 compartiments commerciaux et le 10e réservé au service.
  - 78 B9c9s puis B9c9x, 51 87 59-70 501 à 578, 1964-1966, de même chaudron  que les B10,
  - 370 B9c9x 51 87 59-70 581 à 950, voitures-couchettes de deuxième classe, à toit rehaussé

Les bogies sont des Y24 A sauf pour 42 voitures avec restauration à la place (en livrée rouge) qui étaient équipées de bogies Y28 E. Les 20 voitures-couchettes "Wasteels" du train Puerta del Sol avaient des bogies interchangeables Y16 LMS pour faciliter les échanges à la frontière France-Espagne (changement d'écartement).
Quelques voitures disposent d'un équipement (bogies Y24A1S et d'un freinage électromagnétique) les rendant aptes aux 200 km/h. Elles constituent des rames spécifiques du Capitole, train rapide lancé entre Paris et Toulouse.

## Transformations

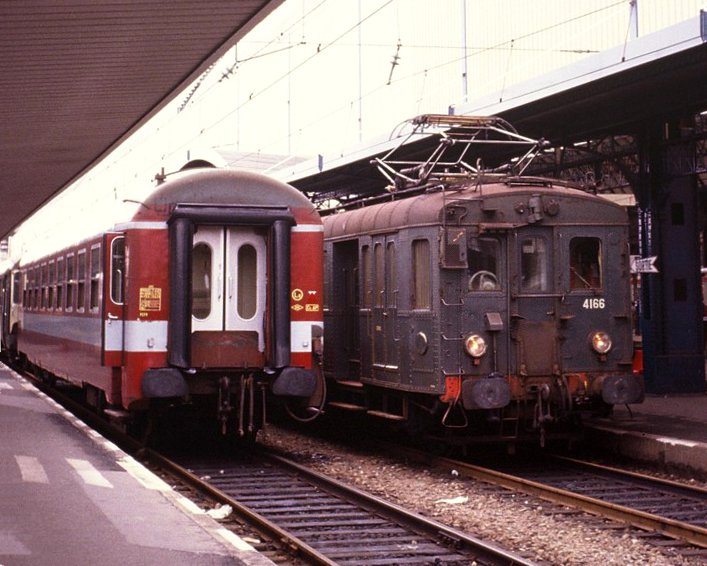
Voiture A^{9} en livrée Capitole à Bordeaux en 1980.

Les voitures ont subi les transformations suivantes :
- les 30  A9 de 1962 ont été déclassées en B9 entre juin 1976 et 1980,
- 136 A9 sont transformées en A4B5 dans les années 1980 ; leurs neuf compartiments de même taille les distinguent des A4B5 d'origine.
- les 19  A9 de 1966 restantes sont modernisées en A8x.
- les 43 A7D seront toutes transformées en B7D de deuxième classe.
- 4 B9c9x à toit rehaussé sont transformées en B10.

Quelques A4c4B5c5x mixtes couchettes ont été modifiées pour servir de voitures de cantonnement pour les trains de secours de l'infrastructure. Repeintes en livrée bleue et blanche, la partie 1re classe sert de dortoir et la partie 2d classe a été transformée en salle de repas/réunion.

## Livrées

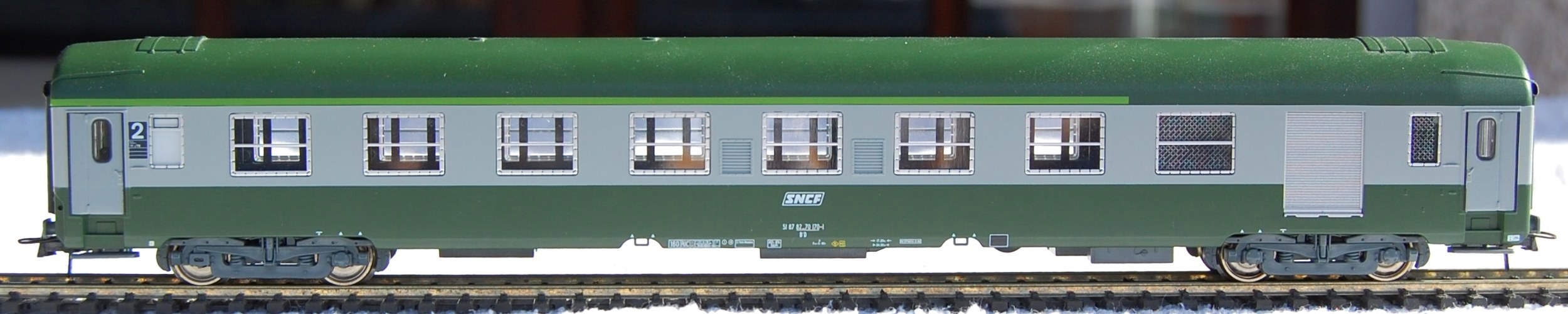
Modèle réduit de voiture mixte 2e classe fourgon B^{7}D UIC-Y.

À leur arrivée, les voitures revêtent l'uniforme vert "voiture" généralisé, égayé seulement par la bande jaune au-dessus des baies des voitures de première classe.  
Tous les vitrages du bloc toilettes sont blancs. Le fourgon B7D est le seul à ne pas avoir ce vitrage blanc du côté fourgon. 
En 1970, la livrée dite C 160 est appliquée au matériel apte à la vitesse de 160 km/h. Les UIC neuves l'adoptent. Il s'agit du vert garrigue 302 en bas de caisse, avec la zone des baies gris aluminium 806 (gris métallisé). 
En 1978, le gris perd son métallisé : comme sur la livrée des CC 6500 et voitures Grand Confort (en gris dauphin), le gris métallisée aluminium 862 ne tient pas bien dans le temps et se dégrade. Les portes sont unicolores et cette livrée prend le gris béton 804. Ce gris est étendu à toute la série. Une bande vert clair signale les voitures de seconde classe, au même titre que le jaune pour les premières.  
Les voitures couchettes prennent la livrée « nuit » bleu avec la zone des baies et celle des portes en gris. 
La livrée pour le Capitole est rouge avec un grand bandeau blanc sous les baies et un autre plus fin blanc également au-dessus des baies, le toit étant gris. Dans le bandeau inférieur blanc et centré sur la voiture un marquage "Le Capitole" en blanc sur fond rouge les caractérise. D'autres voitures avec la même livrée mais sans ce marquage roulent avec des bogies Y28E (photo ci-contre). Des voitures de première classe avec un service de restauration reçoivent une livrée rouge vif uniforme, avec un bandeau blanc sous les fenêtres, semblable à celui du Capitole.
3 B7D prendront vers 2005 la livrée des TER PACA.

## Préservations

### Voitures UIC A8x
- 60 87 99 70 361-6 : préservée par les Chemins de Fer du Creusot (CFC) ;
- 60 87 99 70 364-0 : préservée par l'Association pour la Préservation du Patrimoine et des Métiers Ferroviaires (APPMF) ;
- 60 87 99 70 365-7 : préservée par l'Association pour la Préservation du Patrimoine et des Métiers Ferroviaires (APPMF) ;
- 60 87 99 70 366-5 : préservée par l'Association pour la Préservation du Patrimoine et des Métiers Ferroviaires (APPMF) ;
- 60 87 99 70 367-3 : préservée par l'Association pour la Préservation du Patrimoine et des Métiers Ferroviaires (APPMF).

### Voitures UIC A4B5
- 50 87 39 70 353-8 : anciennement préservée par l'association Code 66 ;
- 50 87 39 70 442-9 : préservée par l'Association pour la Préservation du Matériel Ferroviaire Savoyard (APMFS) ;
- 50 87 39 70 446-0 : préservée par les Chemins de Fer du Creusot (CFC) ;
- 50 87 39 70 447-8 : anciennement préservée par l'association Code 66 ;
- 50 87 39 70 488-2 : anciennement préservée par l'association Code 66 ;
- 50 87 39 70 528-5 : anciennement préservée par l'association Code 66 ;
- 50 87 39 70 669-7 : préservée par l'Association pour la Préservation du Matériel Ferroviaire Savoyard (APMFS) ;
- 50 87 39 70 674-7 : préservée par l'Association pour la Préservation du Matériel Ferroviaire Savoyard (APMFS).

### Voitures UIC B10
- 50 87 20 71 710-9 : préservée par l'Association pour la Préservation du Matériel Ferroviaire Savoyard (APMFS) ;
- 50 87 20 71 722-4 : préservée par le Chemin de Fer Touristique de la Vallée de l'Aa (CFTVA) ;
- 50 87 20 71 723-2 : préservée par l'Association pour la Préservation du Matériel Ferroviaire Savoyard (APMFS).

### Voitures UIC B7D
- 50 87 02 70 178-2 : préservée par le Cercle Ouest Parisien d'Études Ferroviaires (COPEF), transformée en voiture bar B6r ;
- 50 87 82 70 177-7 : anciennement préservée par l'association Code 66 ;
- 50 87 82 70 151-2 : préservée par l'Association pour la Préservation du Matériel Ferroviaire Savoyard (APMFS) ;
- 50 87 82 70 160-3 : préservée par l'Association pour la Préservation du Matériel Ferroviaire Savoyard (APMFS).

### Voitures UIC B5D
- 50 87 82 70 012-6 : préservée par l'Association pour la Préservation du Matériel Ferroviaire Savoyard (APMFS) ;
- 50 87 82 70 061-3 : préservée par l'Association pour la Préservation du Matériel Ferroviaire Savoyard (APMFS) ;
- 50 87 82 70 092-8 : préservée par l’Association du Train Touristique du Centre Var (ATTCV) ;
- 50 87 82 70 105-8 : préservée par le Train à Vapeur d'Auvergne (TVA), transformée en voiture bar.

### Voitures UIC A4c4B5c5x
- 51 87 44 70 115-3 : préservée par l’Association du Train Touristique du Centre Var (ATTCV) ;
- 51 87 44 70 127-8 : préservée par l'Association pour la Préservation du Matériel Ferroviaire Savoyard (APMFS) ;
- 51 87 44 70 137-7 : préservée par l'Association Rhône-alpine de Conservation d'Engins Thermiques (ARCET) ;
- 51 87 44 70 141-9 : préservée par la Cité du Train à Mulhouse ;
- 51 87 44 70 ***-* : préservée par le Train Touristique du Larzac (TTL).

### Voitures UIC B9c9x
- 51 87 59-70 544-6 : préservée par l'Écomusée du Haut-Pays et des Transports (EHPT) ;
- 51 87 59-70 910-4 : préservée par le Chemin de fer touristique du Vermandois ;
- 51 87 59-70 946-3 : préservée par l'Association pour la Préservation du Patrimoine et des Métiers Ferroviaires (APPMF).

### Voitures UIC VRu Club 34
- 61 87 89 70 008-4 : préservée par l'Amicale des Anciens et Amis de la Traction à Vapeur section Centre-Val de Loire (AAATV CVL).

## Les voitures UIC-Y à l’étranger
En 1965, les CFL ont commandé 3 voitures UIC de type A4B5 et 5 voitures de type B10 livrées en 1967. Elles ont plus tard été revendues à la SNCF.
En 1994, la SNCB racheta 14 voitures UIC de type B10 ainsi que 69 voitures USI. Elles furent désignées voitures K4 et mises hors service en 2006 après avoir été louées aux chemins de fer hollandais. 
Les chemins de fer du Monténégro ont racheté d’occasion quelques voitures A4c4B5c5x  qui ont bénéficié d’une rénovation.

## Modélisme
La marque Jouef a reproduit les A9, B10 et A7D; avec des bogies pour le jeu.
La marque Lima reproduit diverses variantes à l'échelle N, l'échelle H0 et l'échelle 0.
La marque Roco a reproduit les A4B5, B10, A puis B7D, A4c4B5c5x et B9c9x.
La marque REE Modèles reproduit depuis 2016 en HO les A9 puis A4B5 dérivées, B10, A4B5 avec demi-compartiment de service, A puis B7D et B5D ainsi que les voitures-couchettes à toit haut B9c9x et A4c4B5c5x ; toujours avec des bogies Y24.
La marque R37 reproduit également depuis 2016 en HO les A9 puis A4B5 dérivées, B10, A puis B7D, B5D, B9c9x et A4c4B5c5x. Les voitures sont éclairées.
La marque Artrain reproduit les versions A9 puis A4B5 dérivées, B10, A puis B7D, à l'échelle N.